# Exorista fuscihirta
Exorista fuscihirta là một loài ruồi trong họ Tachinidae.